# Rhododendron schlippenbachii
Rhododendron schlippenbachii es una especie de rododendro nativa de la península de Corea y regiones adyacentes de Manchuria (Liaoning, Nei Mongol), Japón, el Lejano Oriente de Rusia. 

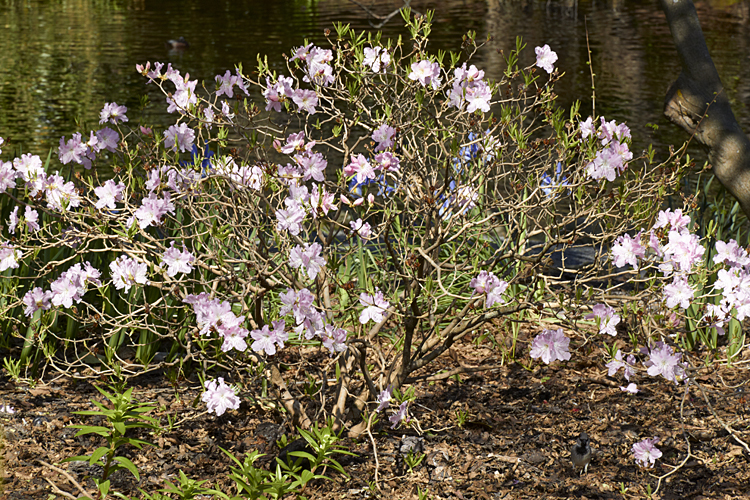
Rhododendron schlippenbachii, en flor

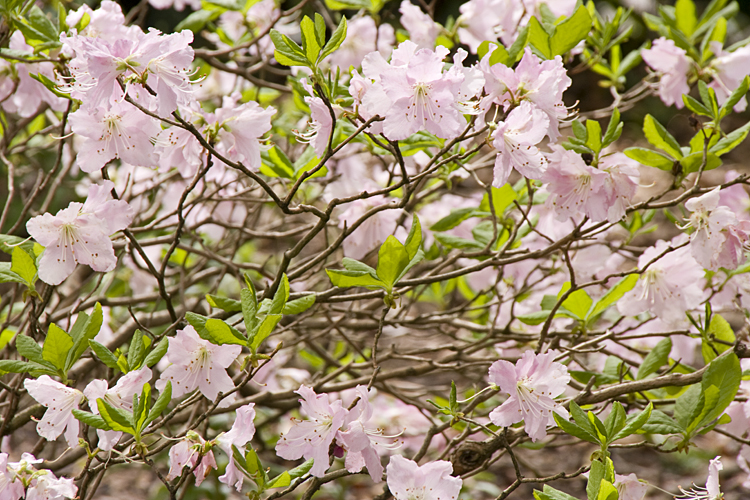
Rhododendron schlippenbachii, flores y follaje

## Descripción
Es un arbusto del sotobosque dominante en muchos bosques de ladera coreanos, creciendo a 400-1500 m de altitud.
Se trata de un denso arbusto caducifolio que crece hasta los 4,5 m de altura, pero más comúnmente de 1-2 m de altura. Las hojas son obovadas, de 4,5 a 7,5 cm de largo y 2,5-4,5 cm de ancho, con pelos glandulares dispersos. Las flores son de color blanco a rosado, a menudo con pequeñas manchas rojas en la parte superior de los tres pétalos, que se producen a finales de primavera hasta principios de verano.

## Taxonomía
Rhododendron schlippenbachii fue descrita por Carl Maximowicz  y publicado en Bulletin de l'Academie Imperiale des Sciences de St-Petersbourg 15: 226. 1871.
Etimología
Rhododendron: nombre genérico que deriva de las palabras griegas ῥόδον, rhodon = "rosa" y δένδρον, dendron  = "árbol".
schlippenbachii: nombre genérico otorgado en honor del Barón von Schlippenbach, un oficial ruso que recogió la especie en 1854.